# رنتا کامبرووا
رنتا کامبرووا (انگلیسی: Reneta Kamberova؛ زادهٔ ۱۲ سپتامبر ۱۹۹۰) ژیمناست ریتمیک اهل بلغارستان است.